# Phoenix (Arizona)
 Denne artikel omhandler byen i delstaten Arizona. Opslagsordet har også en anden betydning, se Phoenix.
Phoenix er en amerikansk by og hovedstad i delstaten Arizona siden 1889. Det er samtidig delstatens største by med 1.608.139 (2020) indbyggere, hvilket gør byen til USA's 6. største by. Medregnes hele Phoenix metropolområdet når indbyggertallet op på 3,3 millioner. Phoenix er hovedsæde for Maricopa County, beliggende ved Salt River i statens centrale del.

## Historie
For cirka 2.000 år siden immigrerede indianere fra Mexico og dannede et samfund i området, hvor Phoenix ligger i dag. Samfundet er i dag kendt som Hohokam (på Pima indianersprog: "den forsvundne"). Her byggede indianerne kanaler, dyrkede korn, bønner, meloner og bomuld, lavede lerpotter, vævede kurve og lavede smykker. De trivedes i det varme klima.
Indianerne forsvandt ca. 1350, ingen ved hvorfor. Først mere end 500 år senere begyndte en ny by at tage form på stedet.

## Sport
Phoenix er hjemsted for en række professionelle sportsklubber indenfor forskellige sportsgrene. De vigtigste er:
- Arizona Cardinals (amerikansk fodbold, NFL)
- Arizona Diamondbacks (baseball, MLB)
- Phoenix Suns (basketball, NBA)
- Phoenix Coyotes (ishockey, NHL)

## Personer fra Phoenix
- Barry Goldwater († 1998), politiker, født i Phoenix
- Chester Bennington, sanger († 2017)
- Stevie Nicks (1948-), sanger, født i Phoenix
- Rich Beem (1970-), født i Phoenix
- Dierks Bentley (1975-), sanger, født i Phoenix
- Jordin Sparks (1989-), sanger, født i Phoenix